# Doddington, Cambridgeshire
Doddington är en ort och civil parish i Storbritannien.   Den ligger i distriktet Fenland i grevskapet Cambridgeshire i riksdelen England, i den sydöstra delen av landet, 110 km norr om huvudstaden London. Doddington ligger 10 meter över havet och antalet invånare är 3 235.
Terrängen runt Doddington är mycket platt. Runt Doddington är det ganska tätbefolkat, med 144 invånare per kvadratkilometer. Närmaste större samhälle är March, 6,4 km norr om Doddington. Trakten runt Doddington består till största delen av jordbruksmark.